# Nxënësja më e mirë
Nxënësja më e mirë (svenska: den bästa eleven) är en låt framförd av den albanska sångerskan Anjeza Shahini. Med låten debuterade hon i Kënga Magjike år 2007. Låten är skriven av Aida Baraku med musik av Armend Rexhepagiqi. Den är även orkestrerad av Florent Boshnjaku.
I Kënga Magjike deltog Shahini i den andra semifinalen, den 24 november 2007. Av 20 finalister kom 9 att ta sig till finalen, varav Shahini var en av dessa. Hon tog sig till final tillsammans med bland andra Albërie Hadërgjonaj, Aurela Gaçe, Rosela Gjylbegu, Besa Kokëdhima och Elvana Gjata.
I finalen fick Shahini 362 poäng, vilket räckte till att sluta på fjärde plats. Vann gjorde Aurela Gaçe på 529 poäng med låten "Hape veten". Hon tilldelades även Çmimi i Kritikës, kritikerpriset. 